# パトリック・カブラウ・ララウ
パトリック・カブラウ・ララウ（Patric Cabral Lalau、1989年3月25日 - ）は、ブラジル・サンタカタリーナ州出身のサッカー選手。カンピオナート・ブラジレイロ・セリエA・スポルチ・レシフェ所属。ポジションはディフェンダー。
「パトリッキ」と表記されることもある。

## 経歴

### クラブ
2011年、アトレチコ・ミネイロへ移籍した。2017年、ブラジル名門のヴィトーリアへ期限付き移籍。